# Vladimir Karpovič Pikalov
Vladimir Karpovič Pikalov (in russo Владимир Карпович Пикалов?; Armavir, 15 settembre 1924 – Mosca, 29 marzo 2003) è stato un generale sovietico.
Fu comandante delle truppe chimiche sovietiche fra gli anni '60 e '80, ed ebbe un importante ruolo nel contenimento del disastro di Černobyl' del 1986.

## Biografia
Ancora studente presso la Scuola di Artiglieria di Rostov all'inizio dell'Operazione Barbarossa, Pikalov partecipò successivamente alla battaglia di Mosca, alla battaglia di Stalingrado e alla battaglia di Kursk, venendo ferito più volte nel corso delle azioni belliche.
Proseguendo il cursus honorum nel dopoguerra, nel 1969 divenne comandante delle truppe dell'Armata Rossa specializzate nella guerra NBC, incarico che manterrà fino al 1988.
Venne posto al comando diretto delle unità militari dislocate presso la centrale nucleare di Černobyl' durante l'omonimo disastro avvenuto nel 1986, raggiungendo la località già nel primo pomeriggio del 26 aprile 1986. Nel dicembre del 1986 fu decorato con il titolo di Eroe dell'Unione Sovietica, per il suo ruolo nel contenimento del disastro nucleare.

## Nella cultura di massa
Il generale Pikalov è stato impersonato dall'attore Mark Lewis Jones nella miniserie televisiva della HBO del 2019 Chernobyl.